# Fazenda Anhumas
Fazenda Anhumas, chamada originalmente Fazenda Pau Grande, foi uma antiga propriedade rural da região de Campinas, atualmente na região próxima à rodovia Campinas-Mogi Mirim, antiga estrada de Goiás. Atualmente é patrimônio histórico de São Paulo.
A fazenda originou-se do fracionamento da sesmaria de Antônio Benedito de Cerqueira César, que também originou as fazendas Pau D'Alho e Santa Cândida. Essa sesmaria foi concedida, em 1788, na estrada de Goiás, no bairro de Anhumas, onde o proprietário havia adquirido os direitos de posse de Pedro José Batista, de Antônio Bicudo e de Ana Teles Moreira. Antônio Benedito de Cerqueira César aí fundou o seu engenho, em 1796, confrontando-se com João Correia Bueno e Antônio Ferraz de Campos.
Falecendo em 1828, Antônio Benedito de Cerqueira César deixou a fazenda para seu filho, Antônio Benedito de Cerqueira Leite, que foi pai do Senador Francisco Glicério, do Coronel Júlio César de Cerqueira Leite, Leão Cerqueira, Elói Cerqueira, Jorge Ludgero de Cerqueira Miranda e muitos outros. A viúva de Antônio Cerqueira César, Anna Jacinta do Amaral vendeu a propriedade a Manuel Leite de Barros, cuja viúva, Cândida da Rocha Ferraz, em 1874, dividiu a sesmaria em três fazendas: Anhumas, Pau D'Alho e Santa Cândida. Em 1885, a Fazenda Anhumas pertencia à Baronesa de Limeira, possuindo 200.000 cafeeiros, em terra massapê roxa, com máquinas de benefício e terreiros atijolados.
Pertenceu aos barões de Anhumas, Manuel Carlos Aranha e Blandina Augusta de Queiroz Aranha e, em 1908, era de Aguiar Barros & Queiroz Aranha. Em 1978, passou a pertencer a Antonio Caio da Silva Ramos Júnior, descendente do Barão de Antonina, João da Silva Machado, que a reformou e construiu o parque e a capela, reprodução da Capela da Torre de Garcia d’Ávila; sendo informado pelo mesmo proprietário de que a casa-sede, internamente, sofreu profundas modificações. É fazenda de criação. O Condepacc faz mutirão para agilizar o seu tombamento, de acordo com informação da Pontifícia Universidade Católica de Campinas. 